# Parliament Street

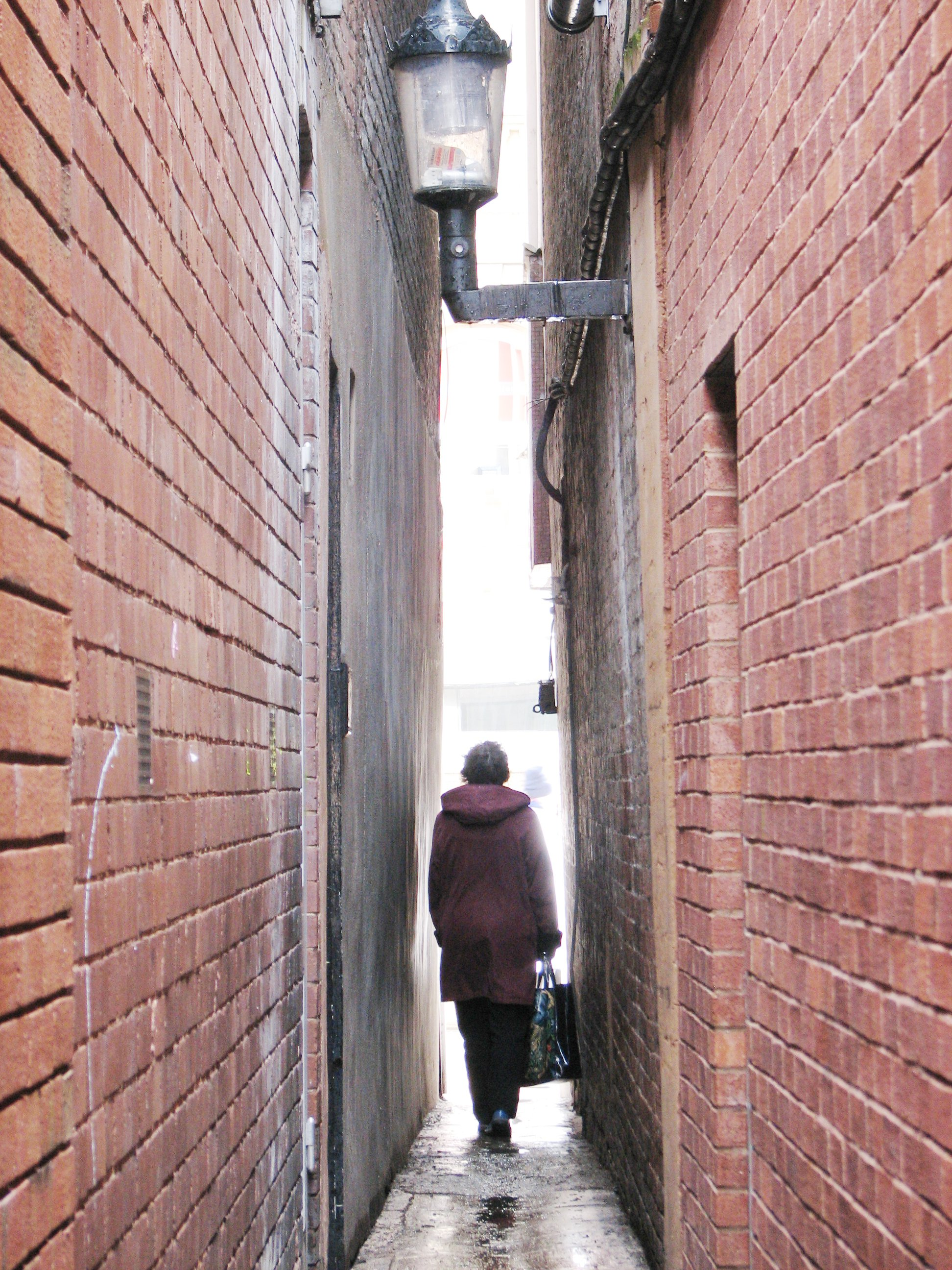
In der Parliament Street ist es bereits für zwei Personen schwierig, aneinander vorbeizukommen.

Parliament Street (engl. Parlamentsstraße) ist der Name einer 50 Meter langen Straße in der südenglischen Stadt Exeter. Sie verbindet seit dem 14. Jahrhundert die High Street mit der Waterbeer Lane. Ihren heutigen Namen erhielt die Gasse, als der Stadtrat damit über das Gesetz Reform Act 1832 spottete.
Ursprünglich hieß die Straße Small Lane, was in etwa kleine Gasse bedeutet. Die Bezeichnung war naheliegend, da sie mit 1,20 Meter an der breitesten Stelle und weniger als 64 Zentimetern an der engsten Stelle laut dem Guinness-Buch der Rekorde bis 2007 die schmalste Straße der Welt war. Inzwischen gilt die Spreuerhofstraße im baden-württembergischen Reutlingen als weltweit schmalste Straße. Dabei sind eigentlich beides keine Straßen, im Sinne eines Fahrwegs.